# Порта-Вестфаліка
Порта-Вестфаліка (нім. Porta Westfalica) — місто в Німеччині, знаходиться в землі Північний Рейн-Вестфалія. Підпорядковується адміністративному округу Детмольд. Входить до складу району Мінден-Люббекке.
Площа — 105 км2. Населення становить 35 734 ос. (станом на 31 грудня 2020).

## Географія

### Сусідні міста та громади
Порта-Вестфаліка межує з 5 містами / громадами:
- Бад-Ейнгаузен
- Бюккебург
- Мінден
- Рінтельн
- Флото

## Галерея

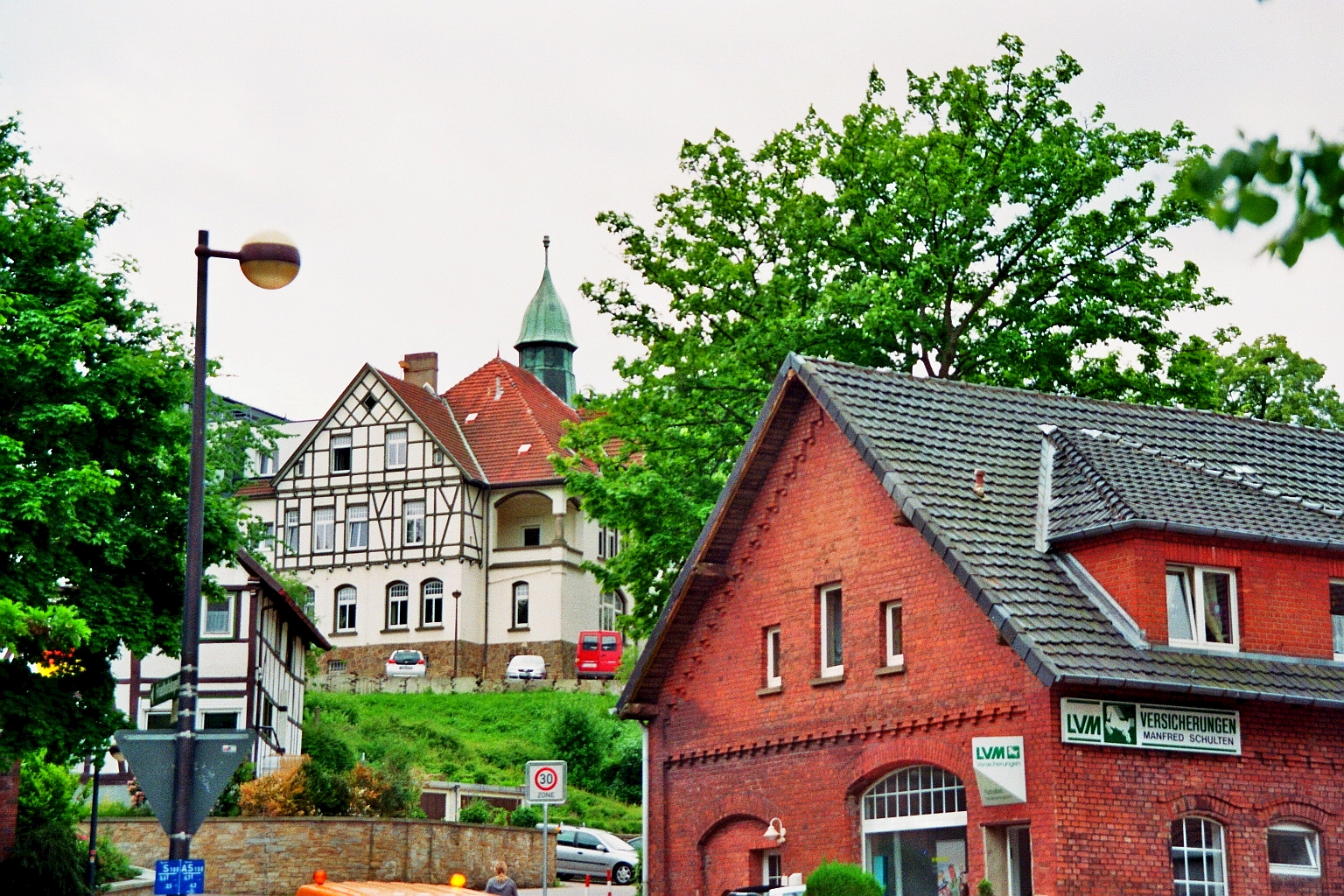
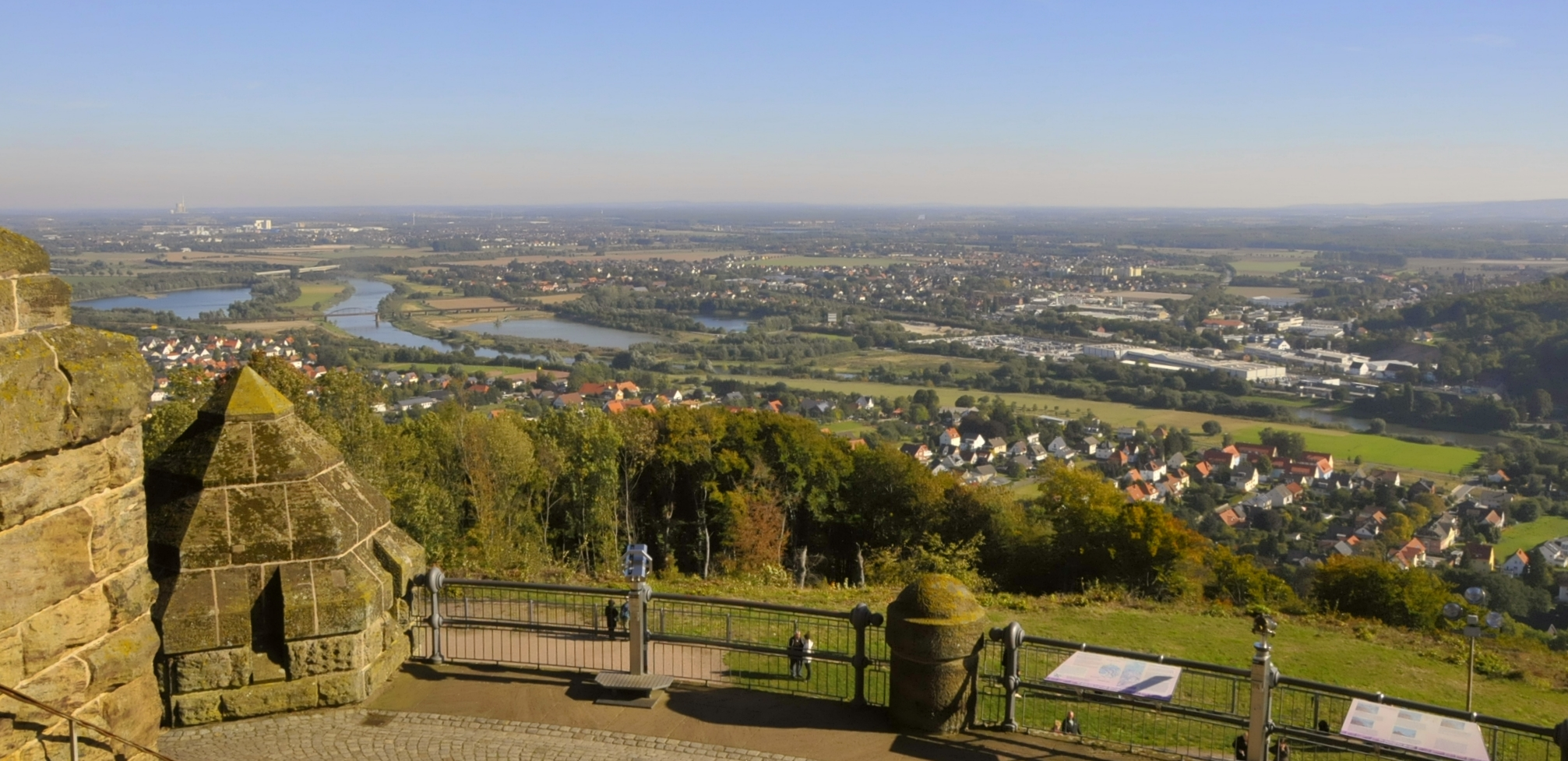
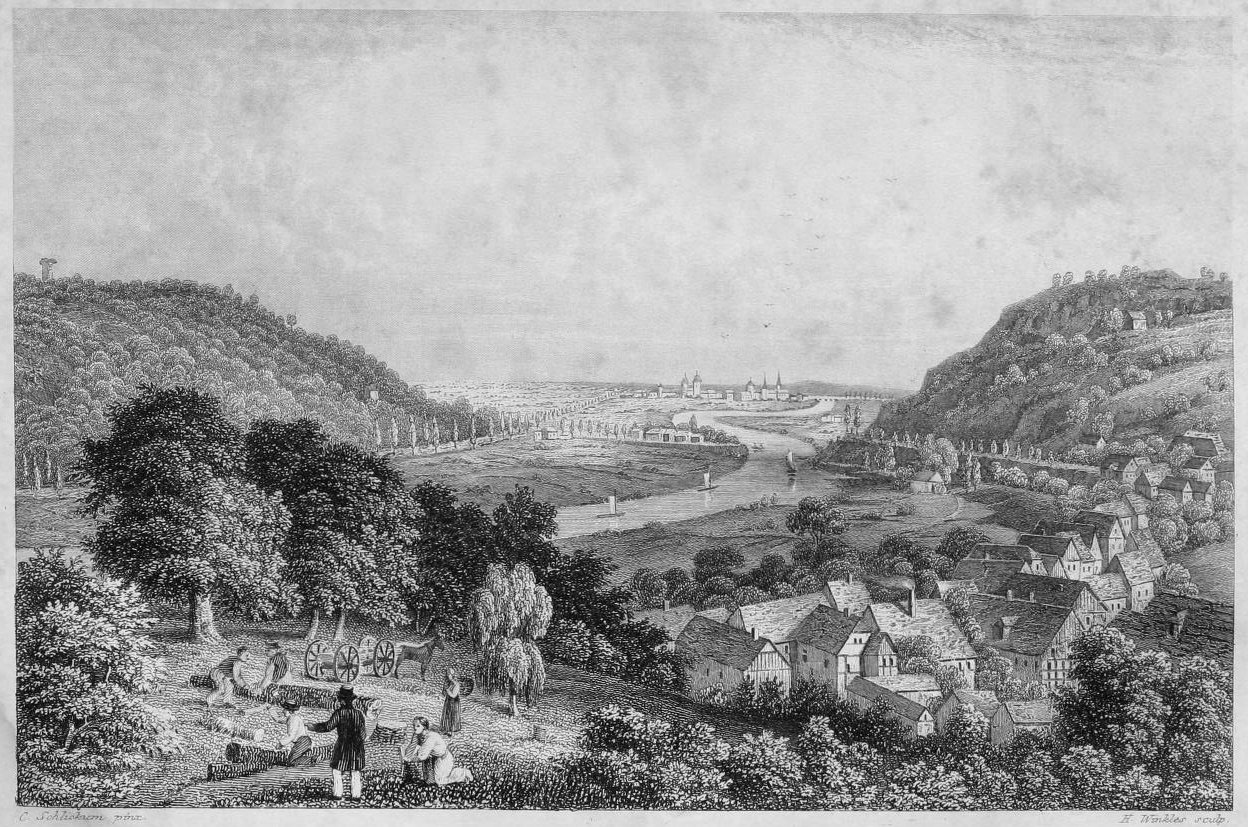
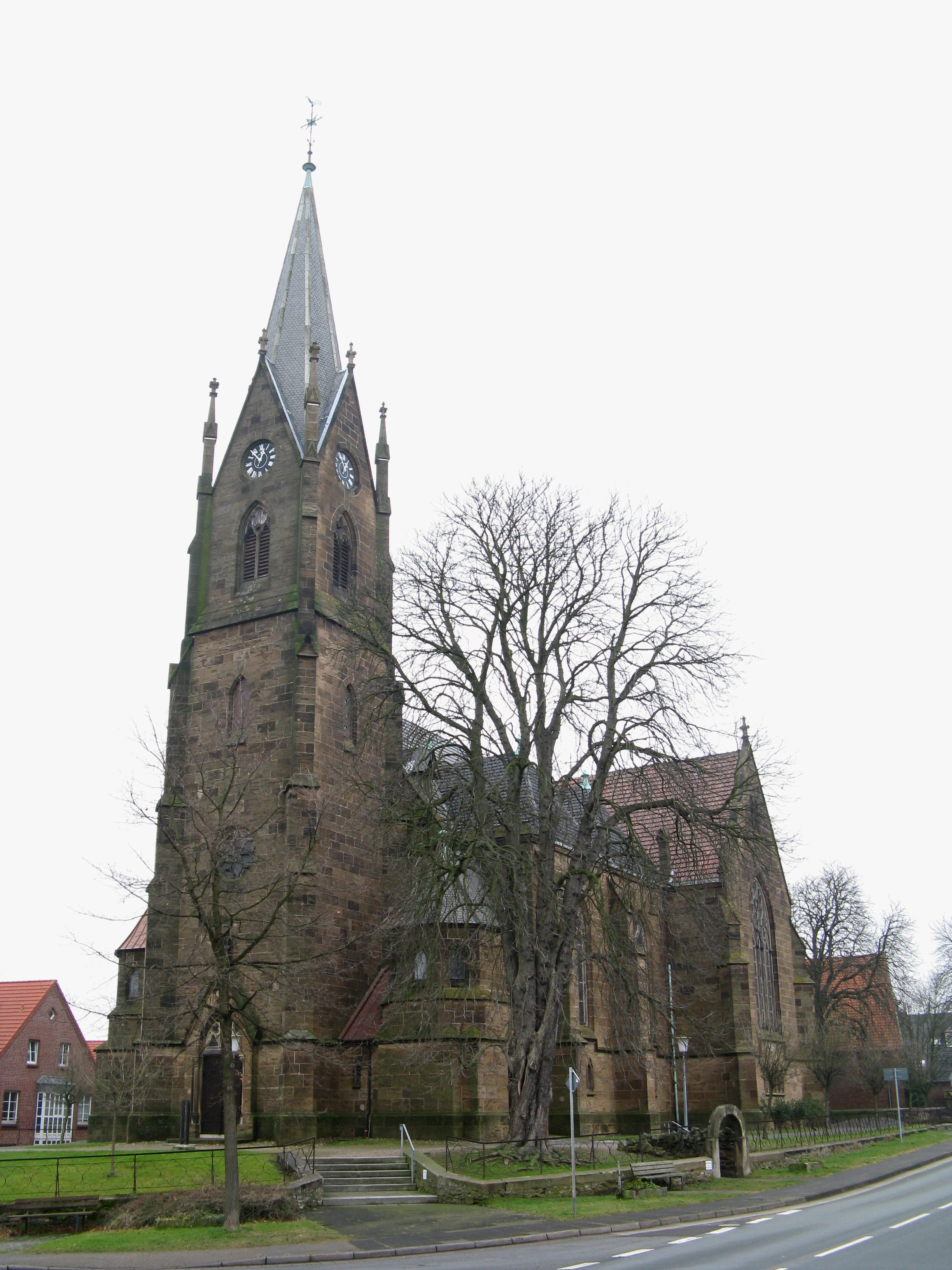
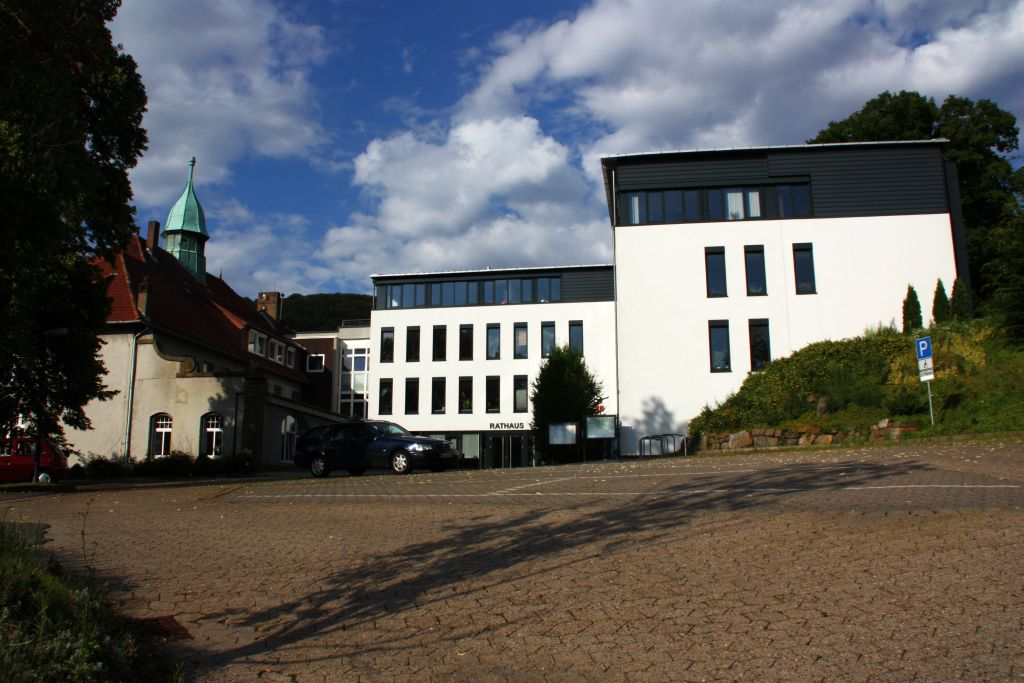
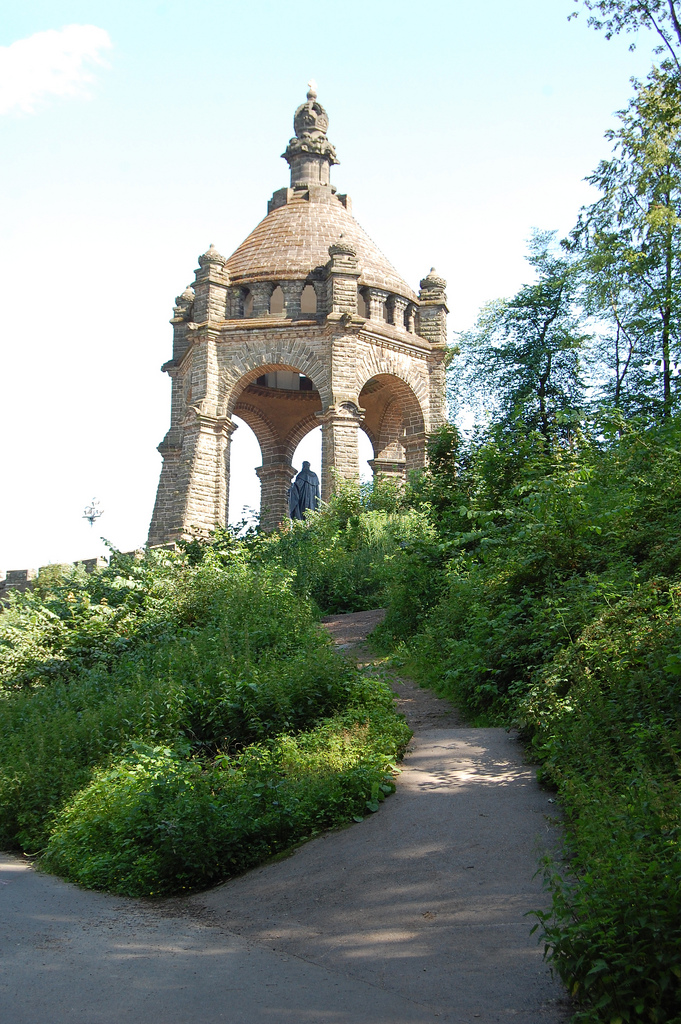

### Адміністративний поділ
Місто  складається з 15 районів:
- Гаусберге
- Лофельд
- Баркгаузен
- Незен
- Лербек
- Наммен
- Вюльпке
- Кляйненбремен
- Айсберген
- Фельтгайм
- Мелльберген
- Гольтруп
- Феннебек
- Костедт
- Гольцгаузен